# Olympische Sommerspiele 2020/Basketball – 3×3 (Männer)
Das 3×3-Basketballturnier der Männer bei den Olympischen Spielen 2020 fand vom 25. bis 29. Juli 2020 im Aomi Urban Sports Park statt.

## Qualifikation
| Qualifikationswettbewerb                               | Datum              | Gastgeber  | Plätze | Qualifizierte Teams |
| ------------------------------------------------------ | ------------------ | ---------- | ------ | ------------------- |
| Gastgeber                                              |                    |            | 1      | Japan               |
| FIBA 3x3 Weltrangliste                                 | 1. November 2019   | Utsunomiya | 3      | China               |
| FIBA 3x3 Weltrangliste                                 | 1. November 2019   | Utsunomiya | 3      | ROC                 |
| FIBA 3x3 Weltrangliste                                 | 1. November 2019   | Utsunomiya | 3      | Serbien             |
| Qualifikationsturnier 2020                             | 26.–30. Mai 2021 1 | Graz       | 3      | Polen               |
| Qualifikationsturnier 2020                             | 26.–30. Mai 2021 1 | Graz       | 3      | Niederlande         |
| Qualifikationsturnier 2020                             | 26.–30. Mai 2021 1 | Graz       | 3      | Lettland            |
| FIBA Universality-driven Olympia-Qualifikationsturnier | 4.–6. Juni 2021 2  | Debrecen   | 1      | Belgien             |
| Gesamt                                                 | Gesamt             | Gesamt     | 8      | 8                   |

## Kader
| Team        | Spieler             | Spieler             | Spieler           | Spieler             |
| ----------- | ------------------- | ------------------- | ----------------- | ------------------- |
| Serbien     | Dušan Domović Bulut | Dejan Majstorović   | Aleksandar Ratkov | Mihailo Vasić       |
| ROC         | Ilja Karpenkow      | Kirill Pisklow      | Stanislaw Scharow | Alexander Sujew     |
| Lettland    | Agnis Čavars        | Edgars Krūmiņš      | Kārlis Lasmanis   | Nauris Miezis       |
| Niederlande | Ross Bekkering      | Dimeo van der Horst | Arvin Slagter     | Jessey Voorn        |
| China       | Hu Jinqiu           | Gao Shiyan          | Li Haonan         | Yan Peng            |
| Japan       | Ira Brown           | Tomoya Ochiai       | Keisei Tominaga   | Ryūto Yasuoka       |
| Polen       | Michael Hicks       | Paweł Pawłowski     | Szymon Rduch      | Przemysław Zamojski |
| Belgien     | Rafael Bogaerts     | Nick Celis          | Thierry Mariën    | Thibaut Vervoort    |

## Ergebnisse

### Vorrunde
| Platz | Team        | Spiele | Siege | Ndlg. | Körbe   | Diff. |
| ----- | ----------- | ------ | ----- | ----- | ------- | ----- |
| 1.    | Serbien     | 7      | 7     | 0     | 138:91  | +47   |
| 2.    | Belgien     | 7      | 4     | 3     | 126:127 | −1    |
| 3.    | Lettland    | 7      | 4     | 3     | 133:129 | +4    |
| 4.    | Niederlande | 7      | 4     | 3     | 132:129 | +3    |
| 5.    | ROC         | 7      | 3     | 4     | 116:125 | −9    |
| 6.    | Japan       | 7      | 2     | 5     | 123:134 | −11   |
| 7.    | Polen       | 7      | 2     | 5     | 120:130 | −10   |
| 8.    | China       | 7      | 2     | 5     | 119:142 | −23   |

| 24. Juli 2021 11:35 Uhr (Ortszeit) | 4:35 Uhr (MESZ) | Polen           | 14 – 21 | Lettland         | Aomi Urban Sports Park Schiedsrichter: Markos Michaelides (SUI), Edmond Ho (HKG) |
| 24. Juli 2021 11:35 Uhr (Ortszeit) | 4:35 Uhr (MESZ) |                 |         |                  | Aomi Urban Sports Park Schiedsrichter: Markos Michaelides (SUI), Edmond Ho (HKG) |
| 24. Juli 2021 11:35 Uhr (Ortszeit) | 4:35 Uhr (MESZ) | Punkte: Hicks 8 |         | Punkte: Miezis 7 | Aomi Urban Sports Park Schiedsrichter: Markos Michaelides (SUI), Edmond Ho (HKG) |
| 24. Juli 2021 11:35 Uhr (Ortszeit) | 4:35 Uhr (MESZ) |                 |         |                  | Aomi Urban Sports Park Schiedsrichter: Markos Michaelides (SUI), Edmond Ho (HKG) |

| 24. Juli 2021 12:00 Uhr (Ortszeit) | 5:00 Uhr (MESZ) | China        | 13 – 22 | Serbien                  | Aomi Urban Sports Park Schiedsrichter: Marek Maliszewski (POL), Glenn Tuitt (USA) |
| 24. Juli 2021 12:00 Uhr (Ortszeit) | 5:00 Uhr (MESZ) |              |         |                          | Aomi Urban Sports Park Schiedsrichter: Marek Maliszewski (POL), Glenn Tuitt (USA) |
| 24. Juli 2021 12:00 Uhr (Ortszeit) | 5:00 Uhr (MESZ) | Punkte: Hu 6 |         | Punkte: Domović Bulut 11 | Aomi Urban Sports Park Schiedsrichter: Marek Maliszewski (POL), Glenn Tuitt (USA) |
| 24. Juli 2021 12:00 Uhr (Ortszeit) | 5:00 Uhr (MESZ) |              |         |                          | Aomi Urban Sports Park Schiedsrichter: Marek Maliszewski (POL), Glenn Tuitt (USA) |

| 24. Juli 2021 15:00 Uhr (Ortszeit) | 8:00 Uhr (MESZ) | ROC              | 21 – 13 | China        | Aomi Urban Sports Park Schiedsrichter: Glenn Tuitt (USA), Cecília Tóth (HUN) |
| 24. Juli 2021 15:00 Uhr (Ortszeit) | 8:00 Uhr (MESZ) |                  |         |              | Aomi Urban Sports Park Schiedsrichter: Glenn Tuitt (USA), Cecília Tóth (HUN) |
| 24. Juli 2021 15:00 Uhr (Ortszeit) | 8:00 Uhr (MESZ) | Punkte: Sujew 12 |         | Punkte: Hu 6 | Aomi Urban Sports Park Schiedsrichter: Glenn Tuitt (USA), Cecília Tóth (HUN) |
| 24. Juli 2021 15:00 Uhr (Ortszeit) | 8:00 Uhr (MESZ) |                  |         |              | Aomi Urban Sports Park Schiedsrichter: Glenn Tuitt (USA), Cecília Tóth (HUN) |

| 24. Juli 2021 15:25 Uhr (Ortszeit) | 8:25 Uhr (MESZ) | Serbien         | 16 – 15 | Niederlande     | Aomi Urban Sports Park Schiedsrichter: Edmond Ho (HKG), Marek Maliszewski (POL) |
| 24. Juli 2021 15:25 Uhr (Ortszeit) | 8:25 Uhr (MESZ) |                 |         |                 | Aomi Urban Sports Park Schiedsrichter: Edmond Ho (HKG), Marek Maliszewski (POL) |
| 24. Juli 2021 15:25 Uhr (Ortszeit) | 8:25 Uhr (MESZ) | Punkte: Vasić 5 |         | Punkte: Voorn 6 | Aomi Urban Sports Park Schiedsrichter: Edmond Ho (HKG), Marek Maliszewski (POL) |
| 24. Juli 2021 15:25 Uhr (Ortszeit) | 8:25 Uhr (MESZ) |                 |         |                 | Aomi Urban Sports Park Schiedsrichter: Edmond Ho (HKG), Marek Maliszewski (POL) |

| 24. Juli 2021 18:40 Uhr (Ortszeit) | 11:40 Uhr (MESZ) | Lettland            | 20 – 21 | Belgien             | Aomi Urban Sports Park Schiedsrichter: Markos Michaelides (SUI), Edmond Ho (HKG) |
| 24. Juli 2021 18:40 Uhr (Ortszeit) | 11:40 Uhr (MESZ) |                     |         |                     | Aomi Urban Sports Park Schiedsrichter: Markos Michaelides (SUI), Edmond Ho (HKG) |
| 24. Juli 2021 18:40 Uhr (Ortszeit) | 11:40 Uhr (MESZ) | Punkte: Lasmanis 11 |         | Punkte: Vervoort 11 | Aomi Urban Sports Park Schiedsrichter: Markos Michaelides (SUI), Edmond Ho (HKG) |
| 24. Juli 2021 18:40 Uhr (Ortszeit) | 11:40 Uhr (MESZ) |                     |         |                     | Aomi Urban Sports Park Schiedsrichter: Markos Michaelides (SUI), Edmond Ho (HKG) |

| 24. Juli 2021 19:05 Uhr (Ortszeit) | 12:05 Uhr (MESZ) | Japan                     | 19 – 20 (OT) | Polen                         | Aomi Urban Sports Park Schiedsrichter: Vlad Ghizdăreanu (ROU), Jasmina Juras (SRB) |
| 24. Juli 2021 19:05 Uhr (Ortszeit) | 12:05 Uhr (MESZ) |                           |              |                               | Aomi Urban Sports Park Schiedsrichter: Vlad Ghizdăreanu (ROU), Jasmina Juras (SRB) |
| 24. Juli 2021 19:05 Uhr (Ortszeit) | 12:05 Uhr (MESZ) | Punkte: Brown, Tominaga 7 |              | Punkte: Pawłowski, Zamojski 7 | Aomi Urban Sports Park Schiedsrichter: Vlad Ghizdăreanu (ROU), Jasmina Juras (SRB) |
| 24. Juli 2021 19:05 Uhr (Ortszeit) | 12:05 Uhr (MESZ) |                           |              |                               | Aomi Urban Sports Park Schiedsrichter: Vlad Ghizdăreanu (ROU), Jasmina Juras (SRB) |

| 24. Juli 2021 22:00 Uhr (Ortszeit) | 15:00 Uhr (MESZ) | Niederlande             | 18 – 15 | ROC                 | Aomi Urban Sports Park Schiedsrichter: Jasmina Juras (SRB), Markos Michaelides (SUI) |
| 24. Juli 2021 22:00 Uhr (Ortszeit) | 15:00 Uhr (MESZ) |                         |         |                     | Aomi Urban Sports Park Schiedsrichter: Jasmina Juras (SRB), Markos Michaelides (SUI) |
| 24. Juli 2021 22:00 Uhr (Ortszeit) | 15:00 Uhr (MESZ) | Punkte: van der Horst 9 |         | Punkte: Karpenkow 6 | Aomi Urban Sports Park Schiedsrichter: Jasmina Juras (SRB), Markos Michaelides (SUI) |
| 24. Juli 2021 22:00 Uhr (Ortszeit) | 15:00 Uhr (MESZ) |                         |         |                     | Aomi Urban Sports Park Schiedsrichter: Jasmina Juras (SRB), Markos Michaelides (SUI) |

| 24. Juli 2021 22:25 Uhr (Ortszeit) | 15:25 Uhr (MESZ) | Belgien            | 16 – 18 (OT) | Japan             | Aomi Urban Sports Park Schiedsrichter: Vlad Ghizdăreanu (ROU), Su Yu-yen (TPE) |
| 24. Juli 2021 22:25 Uhr (Ortszeit) | 15:25 Uhr (MESZ) |                    |              |                   | Aomi Urban Sports Park Schiedsrichter: Vlad Ghizdăreanu (ROU), Su Yu-yen (TPE) |
| 24. Juli 2021 22:25 Uhr (Ortszeit) | 15:25 Uhr (MESZ) | Punkte: Bogaerts 5 |              | Punkte: Yasuoka 7 | Aomi Urban Sports Park Schiedsrichter: Vlad Ghizdăreanu (ROU), Su Yu-yen (TPE) |
| 24. Juli 2021 22:25 Uhr (Ortszeit) | 15:25 Uhr (MESZ) |                    |              |                   | Aomi Urban Sports Park Schiedsrichter: Vlad Ghizdăreanu (ROU), Su Yu-yen (TPE) |

| 25. Juli 2021 11:35 Uhr (Ortszeit) | 4:35 Uhr (MESZ) | ROC                 | 16 – 21 | Belgien                   | Aomi Urban Sports Park Schiedsrichter: Vlad Ghizdareanu (ROU), Cecília Tóth (HUN) |
| 25. Juli 2021 11:35 Uhr (Ortszeit) | 4:35 Uhr (MESZ) |                     |         |                           | Aomi Urban Sports Park Schiedsrichter: Vlad Ghizdareanu (ROU), Cecília Tóth (HUN) |
| 25. Juli 2021 11:35 Uhr (Ortszeit) | 4:35 Uhr (MESZ) | Punkte: Karpenkow 7 |         | Punkte: Celis, Vervoort 7 | Aomi Urban Sports Park Schiedsrichter: Vlad Ghizdareanu (ROU), Cecília Tóth (HUN) |
| 25. Juli 2021 11:35 Uhr (Ortszeit) | 4:35 Uhr (MESZ) |                     |         |                           | Aomi Urban Sports Park Schiedsrichter: Vlad Ghizdareanu (ROU), Cecília Tóth (HUN) |

| 25. Juli 2021 12:00 Uhr (Ortszeit) | 5:00 Uhr (MESZ) | Polen               | 12 – 15 | Serbien         | Aomi Urban Sports Park Schiedsrichter: Jewgeni Ostrowski (RUS), Markos Michaelides (SUI) |
| 25. Juli 2021 12:00 Uhr (Ortszeit) | 5:00 Uhr (MESZ) |                     |         |                 | Aomi Urban Sports Park Schiedsrichter: Jewgeni Ostrowski (RUS), Markos Michaelides (SUI) |
| 25. Juli 2021 12:00 Uhr (Ortszeit) | 5:00 Uhr (MESZ) | Punkte: Pawłowski 4 |         | Punkte: Vasić 5 | Aomi Urban Sports Park Schiedsrichter: Jewgeni Ostrowski (RUS), Markos Michaelides (SUI) |
| 25. Juli 2021 12:00 Uhr (Ortszeit) | 5:00 Uhr (MESZ) |                     |         |                 | Aomi Urban Sports Park Schiedsrichter: Jewgeni Ostrowski (RUS), Markos Michaelides (SUI) |

| 25. Juli 2021 15:00 Uhr (Ortszeit) | 8:00 Uhr (MESZ) | China         | 17 – 18 | Lettland            | Aomi Urban Sports Park Schiedsrichter: Jewgeni Ostrowski (RUS), Vlad Ghizdareanu (ROU) |
| 25. Juli 2021 15:00 Uhr (Ortszeit) | 8:00 Uhr (MESZ) |               |         |                     | Aomi Urban Sports Park Schiedsrichter: Jewgeni Ostrowski (RUS), Vlad Ghizdareanu (ROU) |
| 25. Juli 2021 15:00 Uhr (Ortszeit) | 8:00 Uhr (MESZ) | Punkte: Hu 12 |         | Punkte: Lasmanis 11 | Aomi Urban Sports Park Schiedsrichter: Jewgeni Ostrowski (RUS), Vlad Ghizdareanu (ROU) |
| 25. Juli 2021 15:00 Uhr (Ortszeit) | 8:00 Uhr (MESZ) |               |         |                     | Aomi Urban Sports Park Schiedsrichter: Jewgeni Ostrowski (RUS), Vlad Ghizdareanu (ROU) |

| 25. Juli 2021 15:25 Uhr (Ortszeit) | 8:25 Uhr (MESZ) | Serbien                  | 21 – 14 | Belgien            | Aomi Urban Sports Park Schiedsrichter: Markos Michaelides (SUI), Cecília Tóth (HUN) |
| 25. Juli 2021 15:25 Uhr (Ortszeit) | 8:25 Uhr (MESZ) |                          |         |                    | Aomi Urban Sports Park Schiedsrichter: Markos Michaelides (SUI), Cecília Tóth (HUN) |
| 25. Juli 2021 15:25 Uhr (Ortszeit) | 8:25 Uhr (MESZ) | Punkte: Domović Bulut 13 |         | Punkte: Bogaerts 6 | Aomi Urban Sports Park Schiedsrichter: Markos Michaelides (SUI), Cecília Tóth (HUN) |
| 25. Juli 2021 15:25 Uhr (Ortszeit) | 8:25 Uhr (MESZ) |                          |         |                    | Aomi Urban Sports Park Schiedsrichter: Markos Michaelides (SUI), Cecília Tóth (HUN) |

| 25. Juli 2021 18:40 Uhr (Ortszeit) | 11:40 Uhr (MESZ) | ROC               | 16 – 21 | Polen               | Aomi Urban Sports Park Schiedsrichter: Edmond Ho (HKG), Jasmina Juras (SRB) |
| 25. Juli 2021 18:40 Uhr (Ortszeit) | 11:40 Uhr (MESZ) |                   |         |                     | Aomi Urban Sports Park Schiedsrichter: Edmond Ho (HKG), Jasmina Juras (SRB) |
| 25. Juli 2021 18:40 Uhr (Ortszeit) | 11:40 Uhr (MESZ) | Punkte: Pisklow 6 |         | Punkte: Pawłowski 8 | Aomi Urban Sports Park Schiedsrichter: Edmond Ho (HKG), Jasmina Juras (SRB) |
| 25. Juli 2021 18:40 Uhr (Ortszeit) | 11:40 Uhr (MESZ) |                   |         |                     | Aomi Urban Sports Park Schiedsrichter: Edmond Ho (HKG), Jasmina Juras (SRB) |

| 25. Juli 2021 19:05 Uhr (Ortszeit) | 12:05 Uhr (MESZ) | Japan               | 20 – 21 | Niederlande                  | Aomi Urban Sports Park Schiedsrichter: Marek Maliszewski (POL), Vanessa Devlin (AUS) |
| 25. Juli 2021 19:05 Uhr (Ortszeit) | 12:05 Uhr (MESZ) |                     |         |                              | Aomi Urban Sports Park Schiedsrichter: Marek Maliszewski (POL), Vanessa Devlin (AUS) |
| 25. Juli 2021 19:05 Uhr (Ortszeit) | 12:05 Uhr (MESZ) | Punkte: Tominaga 10 |         | Punkte: Bekkering, Slagter 6 | Aomi Urban Sports Park Schiedsrichter: Marek Maliszewski (POL), Vanessa Devlin (AUS) |
| 25. Juli 2021 19:05 Uhr (Ortszeit) | 12:05 Uhr (MESZ) |                     |         |                              | Aomi Urban Sports Park Schiedsrichter: Marek Maliszewski (POL), Vanessa Devlin (AUS) |

| 25. Juli 2021 22:00 Uhr (Ortszeit) | 15:00 Uhr (MESZ) | Niederlande             | 21 – 18 | China         | Aomi Urban Sports Park Schiedsrichter: Glenn Tuitt (USA), Jasmina Juras (SRB) |
| 25. Juli 2021 22:00 Uhr (Ortszeit) | 15:00 Uhr (MESZ) |                         |         |               | Aomi Urban Sports Park Schiedsrichter: Glenn Tuitt (USA), Jasmina Juras (SRB) |
| 25. Juli 2021 22:00 Uhr (Ortszeit) | 15:00 Uhr (MESZ) | Punkte: van der Horst 8 |         | Punkte: Hu 17 | Aomi Urban Sports Park Schiedsrichter: Glenn Tuitt (USA), Jasmina Juras (SRB) |
| 25. Juli 2021 22:00 Uhr (Ortszeit) | 15:00 Uhr (MESZ) |                         |         |               | Aomi Urban Sports Park Schiedsrichter: Glenn Tuitt (USA), Jasmina Juras (SRB) |

| 25. Juli 2021 22:25 Uhr (Ortszeit) | 15:25 Uhr (MESZ) | Lettland           | 21 – 18 | Japan              | Aomi Urban Sports Park Schiedsrichter: Edmond Ho (HKG), Marek Maliszewski (POL) |
| 25. Juli 2021 22:25 Uhr (Ortszeit) | 15:25 Uhr (MESZ) |                    |         |                    | Aomi Urban Sports Park Schiedsrichter: Edmond Ho (HKG), Marek Maliszewski (POL) |
| 25. Juli 2021 22:25 Uhr (Ortszeit) | 15:25 Uhr (MESZ) | Punkte: Lasmanis 7 |         | Punkte: Tominaga 9 | Aomi Urban Sports Park Schiedsrichter: Edmond Ho (HKG), Marek Maliszewski (POL) |
| 25. Juli 2021 22:25 Uhr (Ortszeit) | 15:25 Uhr (MESZ) |                    |         |                    | Aomi Urban Sports Park Schiedsrichter: Edmond Ho (HKG), Marek Maliszewski (POL) |

| 26. Juli 2021 11:35 Uhr (Ortszeit) | 4:35 Uhr (MESZ) | Belgien             | 20 – 21 | China        | Aomi Urban Sports Park Schiedsrichter: Marek Maliszewski (POL), Cecília Tóth (HUN) |
| 26. Juli 2021 11:35 Uhr (Ortszeit) | 4:35 Uhr (MESZ) |                     |         |              | Aomi Urban Sports Park Schiedsrichter: Marek Maliszewski (POL), Cecília Tóth (HUN) |
| 26. Juli 2021 11:35 Uhr (Ortszeit) | 4:35 Uhr (MESZ) | Punkte: Vervoort 10 |         | Punkte: Hu 9 | Aomi Urban Sports Park Schiedsrichter: Marek Maliszewski (POL), Cecília Tóth (HUN) |
| 26. Juli 2021 11:35 Uhr (Ortszeit) | 4:35 Uhr (MESZ) |                     |         |              | Aomi Urban Sports Park Schiedsrichter: Marek Maliszewski (POL), Cecília Tóth (HUN) |

| 26. Juli 2021 12:00 Uhr (Ortszeit) | 5:00 Uhr (MESZ) | Serbien                 | 21 – 11 | Japan             | Aomi Urban Sports Park Schiedsrichter: Edmond Ho (HKG), Glenn Tuitt (USA) |
| 26. Juli 2021 12:00 Uhr (Ortszeit) | 5:00 Uhr (MESZ) |                         |         |                   | Aomi Urban Sports Park Schiedsrichter: Edmond Ho (HKG), Glenn Tuitt (USA) |
| 26. Juli 2021 12:00 Uhr (Ortszeit) | 5:00 Uhr (MESZ) | Punkte: Domović Bulut 7 |         | Punkte: Yasuoka 8 | Aomi Urban Sports Park Schiedsrichter: Edmond Ho (HKG), Glenn Tuitt (USA) |
| 26. Juli 2021 12:00 Uhr (Ortszeit) | 5:00 Uhr (MESZ) |                         |         |                   | Aomi Urban Sports Park Schiedsrichter: Edmond Ho (HKG), Glenn Tuitt (USA) |

| 26. Juli 2021 15:00 Uhr (Ortszeit) | 8:00 Uhr (MESZ) | Japan           | 16 – 19 | ROC               | Aomi Urban Sports Park Schiedsrichter: Glenn Tuitt (USA), Cecília Tóth (HUN) |
| 26. Juli 2021 15:00 Uhr (Ortszeit) | 8:00 Uhr (MESZ) |                 |         |                   | Aomi Urban Sports Park Schiedsrichter: Glenn Tuitt (USA), Cecília Tóth (HUN) |
| 26. Juli 2021 15:00 Uhr (Ortszeit) | 8:00 Uhr (MESZ) | Punkte: Brown 7 |         | Punkte: Pisklow 7 | Aomi Urban Sports Park Schiedsrichter: Glenn Tuitt (USA), Cecília Tóth (HUN) |
| 26. Juli 2021 15:00 Uhr (Ortszeit) | 8:00 Uhr (MESZ) |                 |         |                   | Aomi Urban Sports Park Schiedsrichter: Glenn Tuitt (USA), Cecília Tóth (HUN) |

| 26. Juli 2021 15:25 Uhr (Ortszeit) | 8:25 Uhr (MESZ) | Lettland                           | 16 – 22 | Serbien                | Aomi Urban Sports Park Schiedsrichter: Edmond Ho (HKG), Marek Maliszewski (POL) |
| 26. Juli 2021 15:25 Uhr (Ortszeit) | 8:25 Uhr (MESZ) |                                    |         |                        | Aomi Urban Sports Park Schiedsrichter: Edmond Ho (HKG), Marek Maliszewski (POL) |
| 26. Juli 2021 15:25 Uhr (Ortszeit) | 8:25 Uhr (MESZ) | Punkte: Čavars, Lasmanis, Miezis 5 |         | Punkte: Majstorović 11 | Aomi Urban Sports Park Schiedsrichter: Edmond Ho (HKG), Marek Maliszewski (POL) |
| 26. Juli 2021 15:25 Uhr (Ortszeit) | 8:25 Uhr (MESZ) |                                    |         |                        | Aomi Urban Sports Park Schiedsrichter: Edmond Ho (HKG), Marek Maliszewski (POL) |

| 26. Juli 2021 18:40 Uhr (Ortszeit) | 11:40 Uhr (MESZ) | Niederlande      | 17 – 18 (OT) | Belgien            | Aomi Urban Sports Park Schiedsrichter: Markos Michaelides (SUI), Jewgeni Ostrowski (RUS) |
| 26. Juli 2021 18:40 Uhr (Ortszeit) | 11:40 Uhr (MESZ) |                  |              |                    | Aomi Urban Sports Park Schiedsrichter: Markos Michaelides (SUI), Jewgeni Ostrowski (RUS) |
| 26. Juli 2021 18:40 Uhr (Ortszeit) | 11:40 Uhr (MESZ) | Punkte: Voorn 10 |              | Punkte: Vervoort 7 | Aomi Urban Sports Park Schiedsrichter: Markos Michaelides (SUI), Jewgeni Ostrowski (RUS) |
| 26. Juli 2021 18:40 Uhr (Ortszeit) | 11:40 Uhr (MESZ) |                  |              |                    | Aomi Urban Sports Park Schiedsrichter: Markos Michaelides (SUI), Jewgeni Ostrowski (RUS) |

| 26. Juli 2021 19:05 Uhr (Ortszeit) | 12:05 Uhr (MESZ) | Polen               | 19 – 21 | China         | Aomi Urban Sports Park Schiedsrichter: Vlad Ghizdareanu (ROU), Jasmina Juras (SRB) |
| 26. Juli 2021 19:05 Uhr (Ortszeit) | 12:05 Uhr (MESZ) |                     |         |               | Aomi Urban Sports Park Schiedsrichter: Vlad Ghizdareanu (ROU), Jasmina Juras (SRB) |
| 26. Juli 2021 19:05 Uhr (Ortszeit) | 12:05 Uhr (MESZ) | Punkte: Pawłowski 7 |         | Punkte: Hu 12 | Aomi Urban Sports Park Schiedsrichter: Vlad Ghizdareanu (ROU), Jasmina Juras (SRB) |
| 26. Juli 2021 19:05 Uhr (Ortszeit) | 12:05 Uhr (MESZ) |                     |         |               | Aomi Urban Sports Park Schiedsrichter: Vlad Ghizdareanu (ROU), Jasmina Juras (SRB) |

| 26. Juli 2021 22:00 Uhr (Ortszeit) | 15:00 Uhr (MESZ) | ROC             | 19 – 15 | Lettland           | Aomi Urban Sports Park Schiedsrichter: Vlad Ghizdareanu (ROU), Jasmina Juras (SRB) |
| 26. Juli 2021 22:00 Uhr (Ortszeit) | 15:00 Uhr (MESZ) |                 |         |                    | Aomi Urban Sports Park Schiedsrichter: Vlad Ghizdareanu (ROU), Jasmina Juras (SRB) |
| 26. Juli 2021 22:00 Uhr (Ortszeit) | 15:00 Uhr (MESZ) | Punkte: Sujew 7 |         | Punkte: Lasmanis 6 | Aomi Urban Sports Park Schiedsrichter: Vlad Ghizdareanu (ROU), Jasmina Juras (SRB) |
| 26. Juli 2021 22:00 Uhr (Ortszeit) | 15:00 Uhr (MESZ) |                 |         |                    | Aomi Urban Sports Park Schiedsrichter: Vlad Ghizdareanu (ROU), Jasmina Juras (SRB) |

| 26. Juli 2021 22:25 Uhr (Ortszeit) | 15:25 Uhr (MESZ) | Niederlande                        | 22 – 20 (OT) | Polen           | Aomi Urban Sports Park Schiedsrichter: Markos Michaelides (SUI), Jewgeni Ostrowski (RUS) |
| 26. Juli 2021 22:25 Uhr (Ortszeit) | 15:25 Uhr (MESZ) |                                    |              |                 | Aomi Urban Sports Park Schiedsrichter: Markos Michaelides (SUI), Jewgeni Ostrowski (RUS) |
| 26. Juli 2021 22:25 Uhr (Ortszeit) | 15:25 Uhr (MESZ) | Punkte: Bekkering, van der Horst 6 |              | Punkte: Hicks 8 | Aomi Urban Sports Park Schiedsrichter: Markos Michaelides (SUI), Jewgeni Ostrowski (RUS) |
| 26. Juli 2021 22:25 Uhr (Ortszeit) | 15:25 Uhr (MESZ) |                                    |              |                 | Aomi Urban Sports Park Schiedsrichter: Markos Michaelides (SUI), Jewgeni Ostrowski (RUS) |

| 27. Juli 2021 14:40 Uhr (Ortszeit) | 7:40 Uhr (MESZ) | Belgien             | 16 – 14 | Polen           | Aomi Urban Sports Park Schiedsrichter: Edmond Ho (HKG), Vlad Ghizdareanu (ROU) |
| 27. Juli 2021 14:40 Uhr (Ortszeit) | 7:40 Uhr (MESZ) |                     |         |                 | Aomi Urban Sports Park Schiedsrichter: Edmond Ho (HKG), Vlad Ghizdareanu (ROU) |
| 27. Juli 2021 14:40 Uhr (Ortszeit) | 7:40 Uhr (MESZ) | Punkte: Vervoort 11 |         | Punkte: Hicks 8 | Aomi Urban Sports Park Schiedsrichter: Edmond Ho (HKG), Vlad Ghizdareanu (ROU) |
| 27. Juli 2021 14:40 Uhr (Ortszeit) | 7:40 Uhr (MESZ) |                     |         |                 | Aomi Urban Sports Park Schiedsrichter: Edmond Ho (HKG), Vlad Ghizdareanu (ROU) |

| 27. Juli 2021 15:05 Uhr (Ortszeit) | 8:05 Uhr (MESZ) | China         | 16 – 21 | Japan                       | Aomi Urban Sports Park Schiedsrichter: Markos Michaelides (SUI), Jasmina Juras (SRB) |
| 27. Juli 2021 15:05 Uhr (Ortszeit) | 8:05 Uhr (MESZ) |               |         |                             | Aomi Urban Sports Park Schiedsrichter: Markos Michaelides (SUI), Jasmina Juras (SRB) |
| 27. Juli 2021 15:05 Uhr (Ortszeit) | 8:05 Uhr (MESZ) | Punkte: Gao 8 |         | Punkte: Tominaga, Yasuoka 8 | Aomi Urban Sports Park Schiedsrichter: Markos Michaelides (SUI), Jasmina Juras (SRB) |
| 27. Juli 2021 15:05 Uhr (Ortszeit) | 8:05 Uhr (MESZ) |               |         |                             | Aomi Urban Sports Park Schiedsrichter: Markos Michaelides (SUI), Jasmina Juras (SRB) |

| 27. Juli 2021 18:00 Uhr (Ortszeit) | 10:00 Uhr (MESZ) | Serbien         | 21 – 10 | ROC                      | Aomi Urban Sports Park Schiedsrichter: Markos Michaelides (SUI), Cecília Tóth (HUN) |
| 27. Juli 2021 18:00 Uhr (Ortszeit) | 10:00 Uhr (MESZ) |                 |         |                          | Aomi Urban Sports Park Schiedsrichter: Markos Michaelides (SUI), Cecília Tóth (HUN) |
| 27. Juli 2021 18:00 Uhr (Ortszeit) | 10:00 Uhr (MESZ) | Punkte: Vasić 8 |         | Punkte: Ilja Karpenkow 5 | Aomi Urban Sports Park Schiedsrichter: Markos Michaelides (SUI), Cecília Tóth (HUN) |
| 27. Juli 2021 18:00 Uhr (Ortszeit) | 10:00 Uhr (MESZ) |                 |         |                          | Aomi Urban Sports Park Schiedsrichter: Markos Michaelides (SUI), Cecília Tóth (HUN) |

| 27. Juli 2021 18:25 Uhr (Ortszeit) | 10:25 Uhr (MESZ) | Lettland         | 22 – 18 | Niederlande             | Aomi Urban Sports Park Schiedsrichter: Edmond Ho (HKG), Jasmina Juras (SRB) |
| 27. Juli 2021 18:25 Uhr (Ortszeit) | 10:25 Uhr (MESZ) |                  |         |                         | Aomi Urban Sports Park Schiedsrichter: Edmond Ho (HKG), Jasmina Juras (SRB) |
| 27. Juli 2021 18:25 Uhr (Ortszeit) | 10:25 Uhr (MESZ) | Punkte: Miezis 9 |         | Punkte: van der Horst 8 | Aomi Urban Sports Park Schiedsrichter: Edmond Ho (HKG), Jasmina Juras (SRB) |
| 27. Juli 2021 18:25 Uhr (Ortszeit) | 10:25 Uhr (MESZ) |                  |         |                         | Aomi Urban Sports Park Schiedsrichter: Edmond Ho (HKG), Jasmina Juras (SRB) |

### Finalrunde

#### Viertelfinale
| 27. Juli 2021 21:00 Uhr (Ortszeit) | 14:00 Uhr (MESZ) | Niederlande             | 19 – 21 | ROC              | Aomi Urban Sports Park Schiedsrichter: Edmond Ho (HKG), Markos Michaelides (SUI) |
| 27. Juli 2021 21:00 Uhr (Ortszeit) | 14:00 Uhr (MESZ) |                         |         |                  | Aomi Urban Sports Park Schiedsrichter: Edmond Ho (HKG), Markos Michaelides (SUI) |
| 27. Juli 2021 21:00 Uhr (Ortszeit) | 14:00 Uhr (MESZ) | Punkte: van der Horst 8 |         | Punkte: Sujew 11 | Aomi Urban Sports Park Schiedsrichter: Edmond Ho (HKG), Markos Michaelides (SUI) |
| 27. Juli 2021 21:00 Uhr (Ortszeit) | 14:00 Uhr (MESZ) |                         |         |                  | Aomi Urban Sports Park Schiedsrichter: Edmond Ho (HKG), Markos Michaelides (SUI) |

| 27. Juli 2021 22:20 Uhr (Ortszeit) | 15:20 Uhr (MESZ) | Lettland          | 21 – 18 | Japan              | Aomi Urban Sports Park Schiedsrichter: Jasmina Juras (SRB), Marek Maliszewski (POL) |
| 27. Juli 2021 22:20 Uhr (Ortszeit) | 15:20 Uhr (MESZ) |                   |         |                    | Aomi Urban Sports Park Schiedsrichter: Jasmina Juras (SRB), Marek Maliszewski (POL) |
| 27. Juli 2021 22:20 Uhr (Ortszeit) | 15:20 Uhr (MESZ) | Punkte: Krūmiņš 9 |         | Punkte: Tominaga 8 | Aomi Urban Sports Park Schiedsrichter: Jasmina Juras (SRB), Marek Maliszewski (POL) |
| 27. Juli 2021 22:20 Uhr (Ortszeit) | 15:20 Uhr (MESZ) |                   |         |                    | Aomi Urban Sports Park Schiedsrichter: Jasmina Juras (SRB), Marek Maliszewski (POL) |

#### Halbfinale
| 28. Juli 2021 17:30 Uhr (Ortszeit) | 10:30 Uhr (MESZ) | Serbien                 | 10 – 21 | ROC              | Aomi Urban Sports Park Schiedsrichter: Marek Maliszewski (POL), Markos Michaelides (SUI) |
| 28. Juli 2021 17:30 Uhr (Ortszeit) | 10:30 Uhr (MESZ) |                         |         |                  | Aomi Urban Sports Park Schiedsrichter: Marek Maliszewski (POL), Markos Michaelides (SUI) |
| 28. Juli 2021 17:30 Uhr (Ortszeit) | 10:30 Uhr (MESZ) | Punkte: Domović Bulut 5 |         | Punkte: Sujew 11 | Aomi Urban Sports Park Schiedsrichter: Marek Maliszewski (POL), Markos Michaelides (SUI) |
| 28. Juli 2021 17:30 Uhr (Ortszeit) | 10:30 Uhr (MESZ) |                         |         |                  | Aomi Urban Sports Park Schiedsrichter: Marek Maliszewski (POL), Markos Michaelides (SUI) |

| 28. Juli 2021 18:40 Uhr (Ortszeit) | 11:40 Uhr (MESZ) | Belgien            | 8 – 21 | Lettland           | Aomi Urban Sports Park Schiedsrichter: Edmond Ho (HKG), Markos Michaelides (SUI) |
| 28. Juli 2021 18:40 Uhr (Ortszeit) | 11:40 Uhr (MESZ) |                    |        |                    | Aomi Urban Sports Park Schiedsrichter: Edmond Ho (HKG), Markos Michaelides (SUI) |
| 28. Juli 2021 18:40 Uhr (Ortszeit) | 11:40 Uhr (MESZ) | Punkte: Vervoort 5 |        | Punkte: Lasmanis 9 | Aomi Urban Sports Park Schiedsrichter: Edmond Ho (HKG), Markos Michaelides (SUI) |
| 28. Juli 2021 18:40 Uhr (Ortszeit) | 11:40 Uhr (MESZ) |                    |        |                    | Aomi Urban Sports Park Schiedsrichter: Edmond Ho (HKG), Markos Michaelides (SUI) |

#### Spiel um Bronze
| 28. Juli 2021 21:15 Uhr (Ortszeit) | 14:15 Uhr (MESZ) | Serbien                 | 21 – 10 | Belgien            | Aomi Urban Sports Park Schiedsrichter: Edmond Ho (HKG), Marek Maliszewski (POL) |
| 28. Juli 2021 21:15 Uhr (Ortszeit) | 14:15 Uhr (MESZ) |                         |         |                    | Aomi Urban Sports Park Schiedsrichter: Edmond Ho (HKG), Marek Maliszewski (POL) |
| 28. Juli 2021 21:15 Uhr (Ortszeit) | 14:15 Uhr (MESZ) | Punkte: Domović Bulut 7 |         | Punkte: Vervoort 5 | Aomi Urban Sports Park Schiedsrichter: Edmond Ho (HKG), Marek Maliszewski (POL) |
| 28. Juli 2021 21:15 Uhr (Ortszeit) | 14:15 Uhr (MESZ) |                         |         |                    | Aomi Urban Sports Park Schiedsrichter: Edmond Ho (HKG), Marek Maliszewski (POL) |

#### Finale
| 28. Juli 2021 22:25 Uhr (Ortszeit) | 15:25 Uhr (MESZ) | ROC                 | 18 – 21 | Lettland            | Aomi Urban Sports Park Schiedsrichter: Jasmina Juras (SRB), Markos Michaelides (SUI) |
| 28. Juli 2021 22:25 Uhr (Ortszeit) | 15:25 Uhr (MESZ) |                     |         |                     | Aomi Urban Sports Park Schiedsrichter: Jasmina Juras (SRB), Markos Michaelides (SUI) |
| 28. Juli 2021 22:25 Uhr (Ortszeit) | 15:25 Uhr (MESZ) | Punkte: Karpenkow 7 |         | Punkte: Lasmanis 10 | Aomi Urban Sports Park Schiedsrichter: Jasmina Juras (SRB), Markos Michaelides (SUI) |
| 28. Juli 2021 22:25 Uhr (Ortszeit) | 15:25 Uhr (MESZ) |                     |         |                     | Aomi Urban Sports Park Schiedsrichter: Jasmina Juras (SRB), Markos Michaelides (SUI) |

### Medaillengewinner
| Rang   | Medaillengewinner                                                                |
| ------ | -------------------------------------------------------------------------------- |
| Gold   | Lettland Agnis Čavars, Edgars Krūmiņš, Kārlis Lasmanis, Nauris Miezis            |
| Silber | ROC Ilja Karpenkow, Kirill Pisklow, Stanislaw Scharow, Alexander Sujew           |
| Bronze | Serbien Dušan Domović Bulut, Dejan Majstorović, Aleksandar Ratkov, Mihailo Vasić |